# 11976 Джозефтерн
11976 Джозефтерн (11976 Josephthurn) — астероїд головного поясу, відкритий 5 травня 1995 року.
Тіссеранів параметр щодо Юпітера — 3,774.